# Aspergillus alutaceus
Aspergillus alutaceus är en svampart som beskrevs av Berk. & M.A. Curtis 1875. Aspergillus alutaceus ingår i släktet Aspergillus och familjen Trichocomaceae.   Inga underarter finns listade i Catalogue of Life.